# Đa dạng loài
Đa dạng loài (tiếng Anh: Species diversity) là sự đa dạng, phong phú giữa các loài động thực vật khác nhau, được hiện diện trong cùng một cộng đồng sinh thái nhất định hoặc hệ sinh thái nhất định, được đặc trưng về số lượng loài và sinh khối. Đa dạng loài chính là sự phong phú về các loài được tìm thấy trong các hệ sinh thái tại một vùng lãnh thổ xác định thông qua việc điều tra, kiểm kê bằng những công thức nhất định và qua hoạt động thống kê (tập dữ liệu) mà có được.
Đa dạng loài cần được phân biệt với khái niệm độ đa dạng của loài (là một thành tố cấu thành đa dạng loài), hay độ phong phú (Species richness) là một số loài khác nhau có hiện diện trong một cộng đồng sinh thái, cảnh quan hay một khu vực, vùng sinh thái nhất định. Độ phong phú của loài chỉ đơn giản là một số loài hay một vài loài, và nó không tính đến sự phong phú của các loài hoặc sự phân bố tương đối phong phú của chúng. Sự đa dạng loài có tính đến độ phong phú của cả loài và độ đồng đều (tính đồng điệu) của loài (species evenness).

## Tổng quan

### Khái yếu

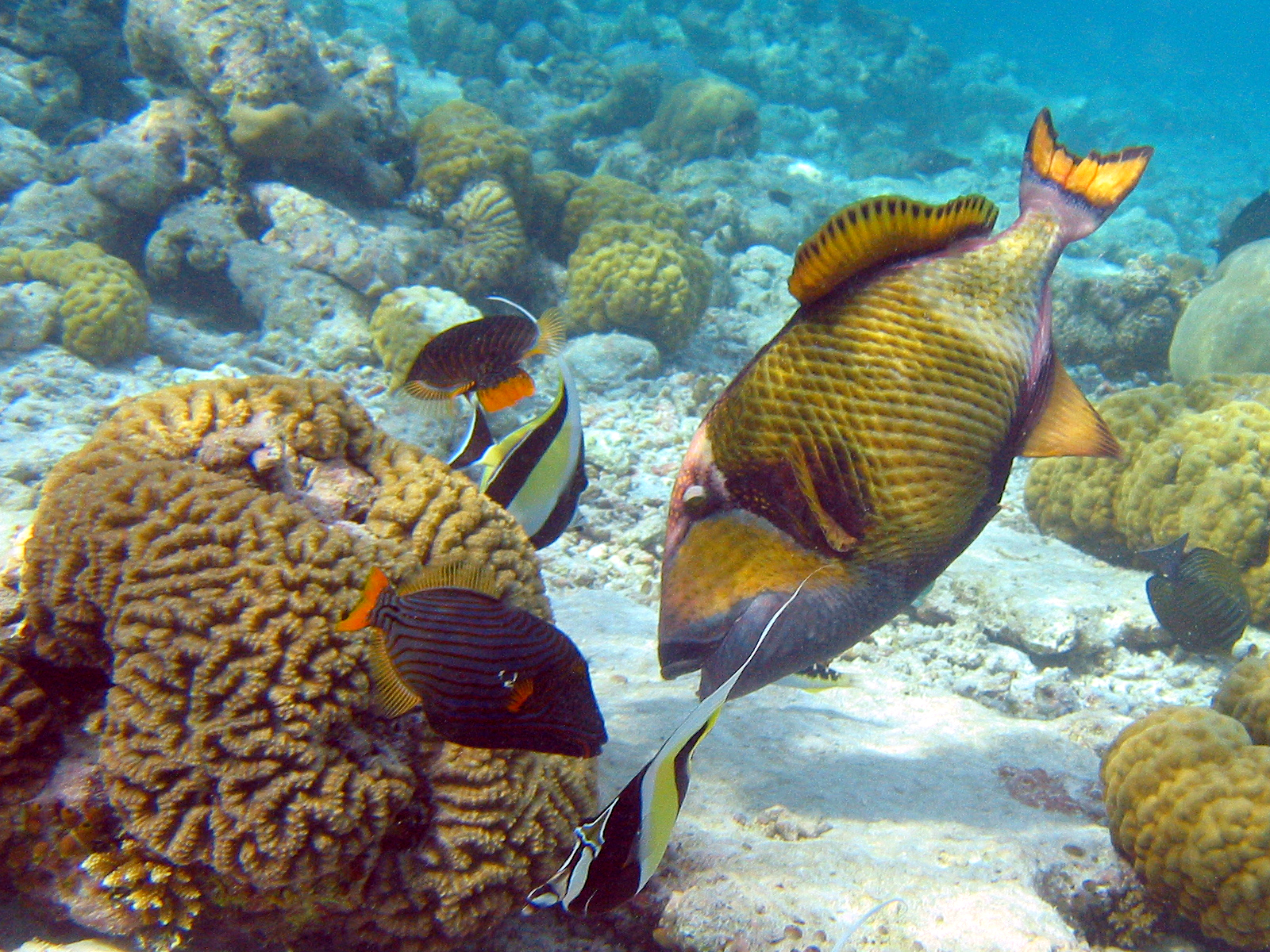
Sự phong phú các loài cá ở rạn san hô

Đa dạng loài là một trong ba yếu tố của đa dạng sinh học, theo đó đa dạng sinh học bao gồm sự đa dạng trong loài (đa dạng di truyền hay còn gọi là đa dạng gen), giữa các loài (đa dạng loài) và các hệ sinh thái (đa dạng các hệ sinh thái). Đa dạng loài bao gồm ba thành phần: sự phong phú của loài hay loài phong phú (Species richness), phân loại sinh học hoặc đa dạng sinh học và tính đồng đều của loài.
Loài đa dạng là một số lượng đơn giản của các loài, phân loại sinh học hoặc phân loại sinh học là mối quan hệ di truyền giữa các nhóm khác nhau, trong khi tính đồng đều của các loài xác định mức độ phong phú của các loài. Hiệu ứng về số lượng loài đề cập đến số lượng các loài phong phú không kém sự cần thiết để có được cùng một tỷ lệ trung bình của các loài có tỷ lệ trung bình như được quan sát trong tập dữ liệu quan tâm (nơi mà tất cả các loài có thể không phong phú như nhau).
Tính phong phú của các mối quan hệ giữa các yếu tố vật lý và các yếu tố sinh học, giữa các nhóm sinh vật với nhau, giữa các loài, giữa các quần thể trong cùng một loài sinh vật. Mạng lưới dinh dưỡng, các chuỗi dinh dưỡng với nhiều khâu nối tiếp nhau làm tăng tính bền vững của các hệ sinh thái. Các mối quan hệ năng lượng được thực hiện song song với các mối quan hệ vật chất rất phong phú, nhiều tầng, bậc thông qua các nhóm sinh vật: tự dưỡng (sinh vật sản xuất), dị dưỡng (sinh vật tiêu thụ), hoại sinh (sinh vật phân hủy) trong các hệ sinh thái. 

### Công thức

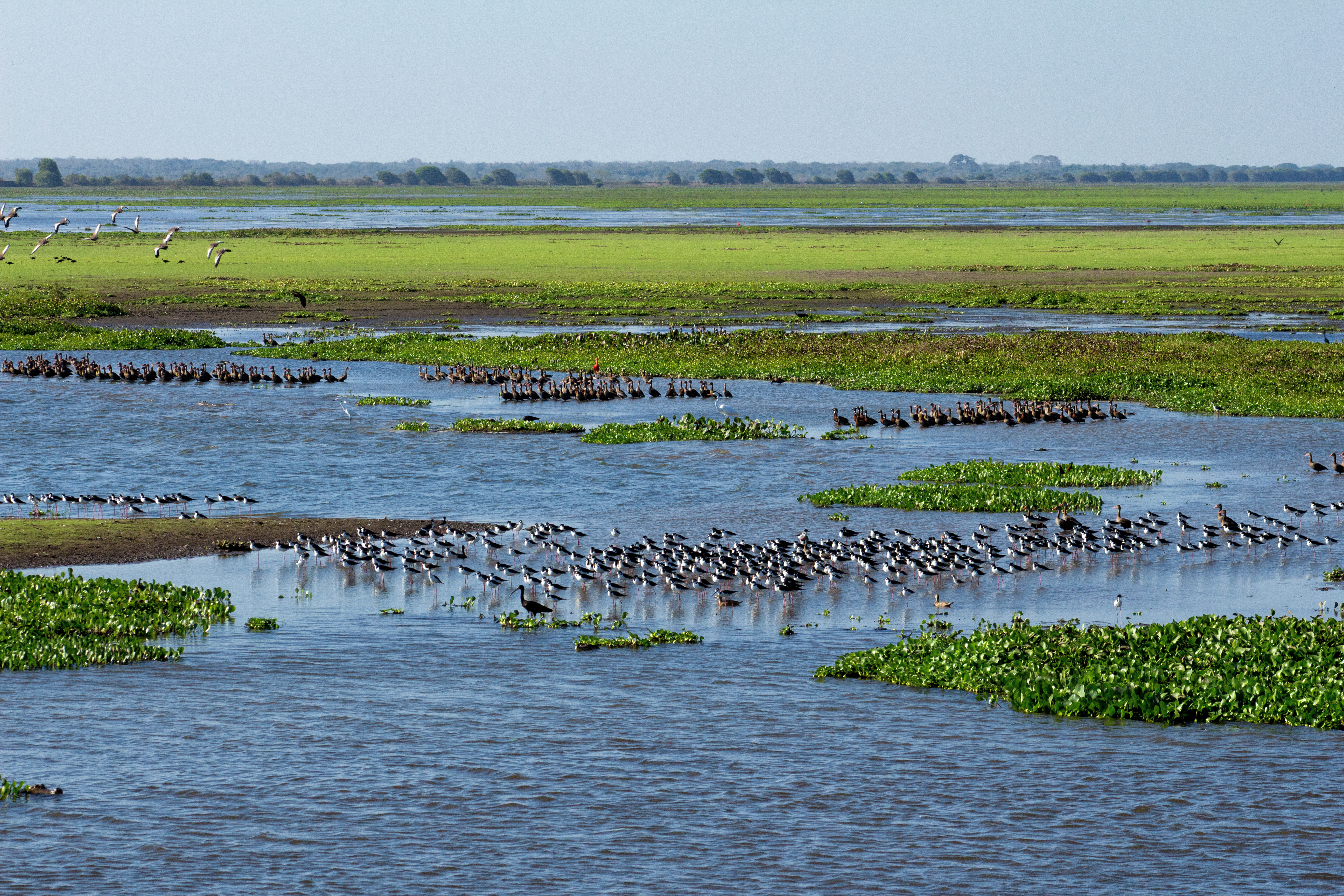
Các loài chim đang tụ tập tại một vùng đồng lầy ngập nước

Nói chung, khi xem xét với nhiều cá thể có thể được dự kiến sẽ có sự đa dạng loài cao hơn so việc xem xét với ít cá thể hơn. Khi các giá trị đa dạng loài được so sánh giữa các quy chuẩn (sets), các nỗ lực lấy mẫu cần phải được chuẩn hóa theo cách thích hợp để so sánh để mang lại kết quả có ý nghĩa về mặt sinh thái. Phương pháp lấy mẫu có thể được sử dụng để đưa các mẫu có kích thước khác nhau ở mức sàn chung (common footing). Các đường cong (biến thiên) khám phá loài và số lượng loài chỉ được đại diện bởi một hoặc một vài cá thể có thể được sử dụng để giúp ước tính cách đại diện mẫu có sẵn của số lượng loài mà từ đó nó được đúc rút ra.
Các chỉ số đo lường về đa dạng loài gồm the chỉ số Shannon, chỉ số Simpson và chỉ số phức hợp của Simpson (còn được biết đến là chỉ số Gini-Simpson). Công thức xác định sự đang dạng loài gồm:
{\displaystyle {}^{q}\!D={1 \over {\sqrt[{q-1}]{\sum _{i=1}^{S}p_{i}p_{i}^{q-1}}}}}
{\displaystyle {}^{q}\!D=\left({\sum _{i=1}^{S}p_{i}^{q}}\right)^{1/(1-q)}}
{\displaystyle \lim _{q\rightarrow 1}{}^{q}\!D=\exp \left(-\sum _{i=1}^{S}p_{i}\ln p_{i}\right)}

### Các hệ

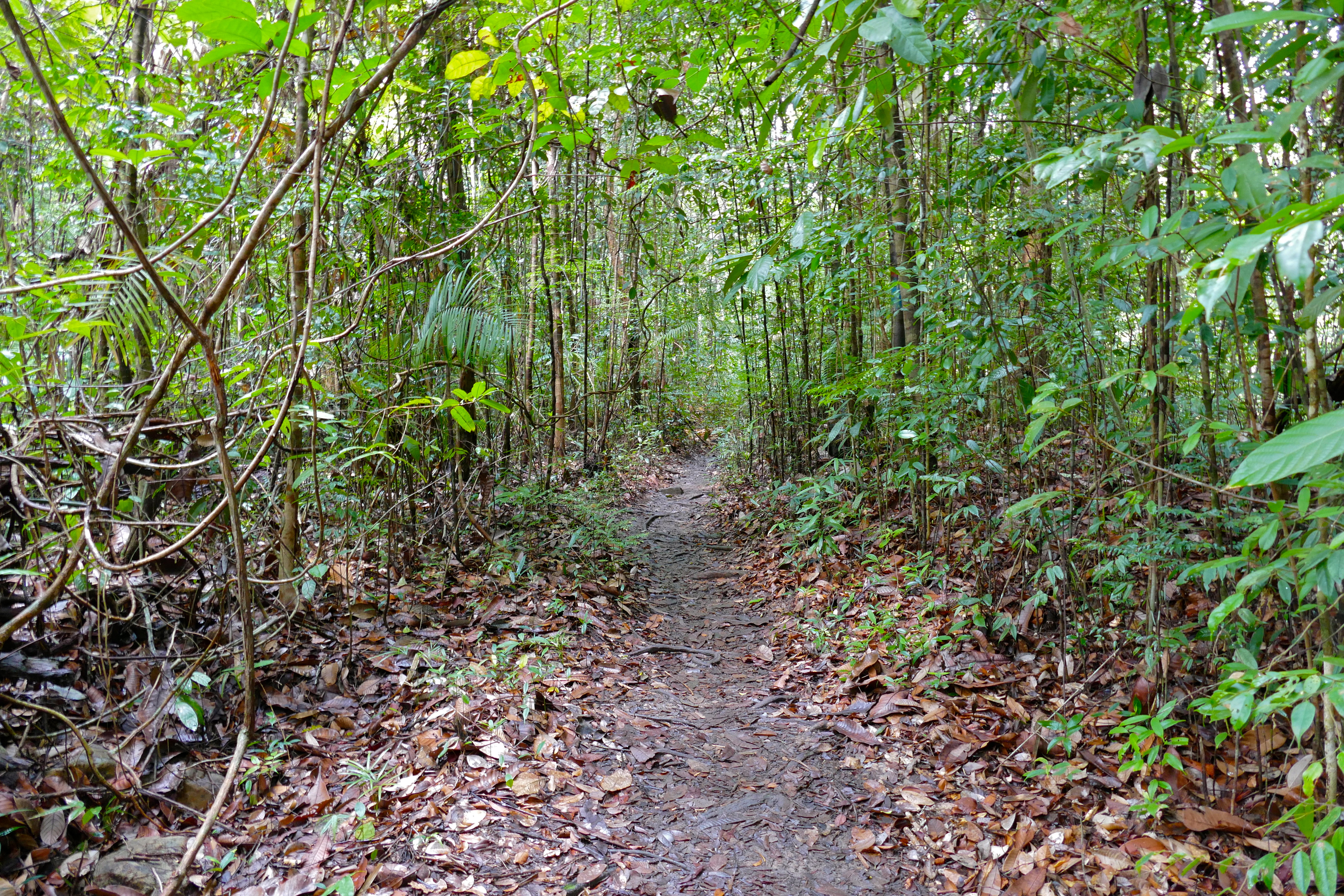
Rừng là hệ sinh thái đa dạng loài nhất trên cạn

Trong các kiểu hệ sinh thái trên cạn thì hệ sinh thái rừng có thường có sự đa dạng về thành phần loài cao nhất, đồng thời đây cũng là nơi cư trú của nhiều loài động vật, thực vật hoang dã và vi sinh vật có giá trị kinh tế và khoa học, chẳng hạn như các khu rừng rậm, rừng già, rừng nhiệt đới, rừng mưa, rừng thường xanh, rừng khộp. Các kiểu hệ sinh thái tự nhiên khác thì thường có thành phần loài nghèo hơn. Còn kiểu hệ sinh thái nông nghiệp và khu đô thị là những kiểu hệ sinh thái nhân tạo, thành phần loài sinh vật nghèo nàn.
Rừng ngập mặn cũng là hệ sinh thái có các chức năng và giá trị như cung cấp các sản phẩm gỗ, củi, thủy sản và nhiều sản phẩm khác.đây còn là bãi đẻ, bãi ăn và bãi ương (bãi quây để nuôi lớn) các loài cá, tôm, cua và các loài thủy sản, hải sản khác, việc xâm chiếm và cố định các bãi bùn ngập triều mới bồi, bảo vệ bờ biển chống lại tác động của sóng biển và bão tố ven biển, rừng ngập mặn còn là nơi cư trú cho rất nhiều loài động vật hoang dã bản địa và loài di cư (chim, thú, lưỡng cư, bò sát).
Khu đầm phá, đất ngập nước thì do đặc tính pha trộn giữa khối nước ngọt và nước mặn nên khu hệ thủy sinh vật đầm phá rất phong phú bao gồm các loài nước ngọt, nước lợ và nước mặn. Cấu trúc quần xã sinh vật đầm phá thay đổi theo mùa rõ rệt. Đối với hệ sinh thái rạn san hô, hay vùng cỏ biển là các kiểu hệ sinh thái đặc trưng cho vùng biển ven bờ, đặc biệt rạn san hô đặc trưng cho vùng biển nhiệt đới. Quần xã rạn san hô rất phong phú bao gồm các nhóm động vật đáy (thân mềm, giáp xác), cá rạn. Thảm cỏ biển thường là nơi cư trú của nhiều loại rùa biển và đặc biệt loài thú biển.

## Việt Nam

### Thống kê

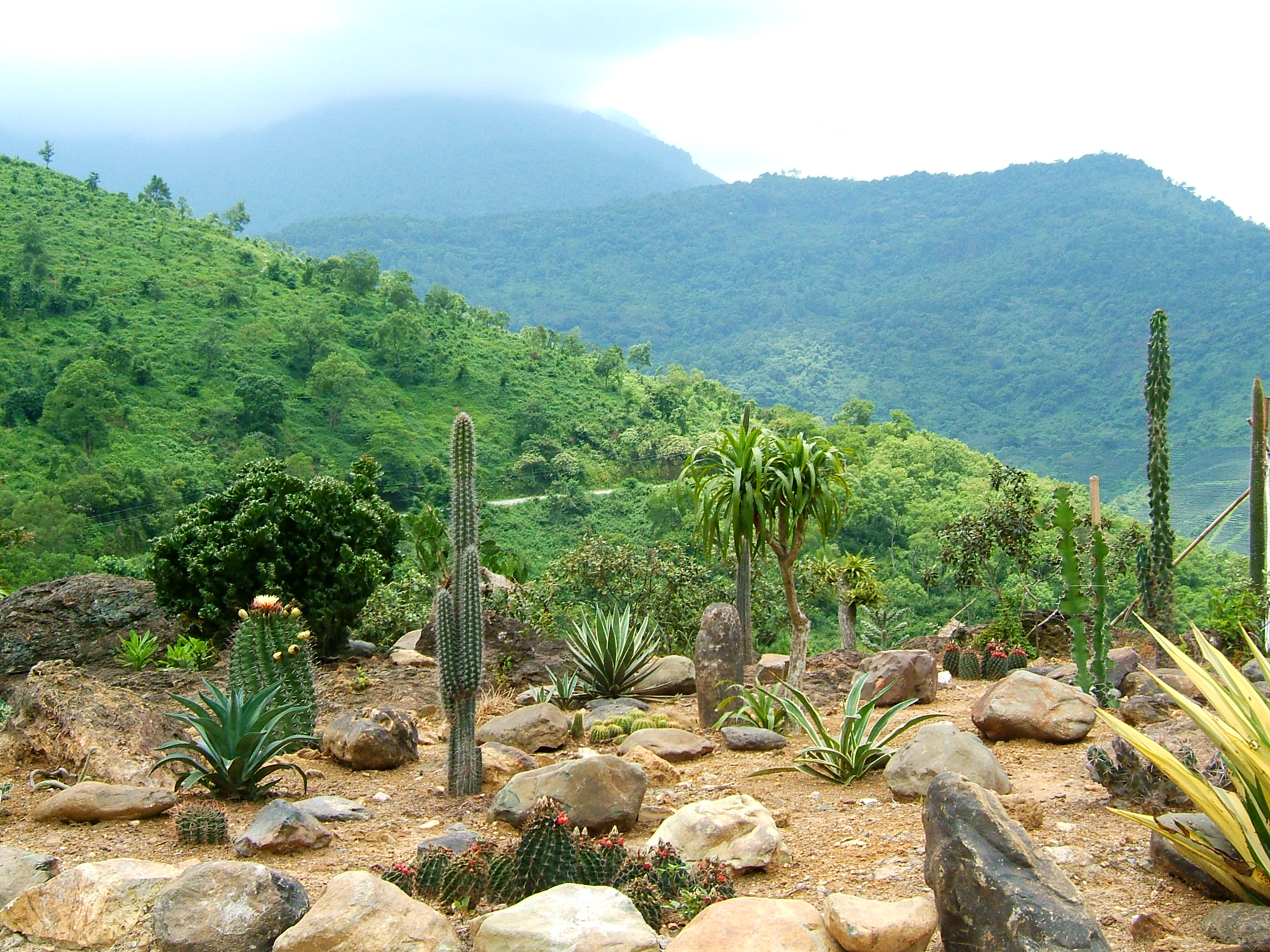
Cảnh chụp về Vườn quốc gia Ba Vì

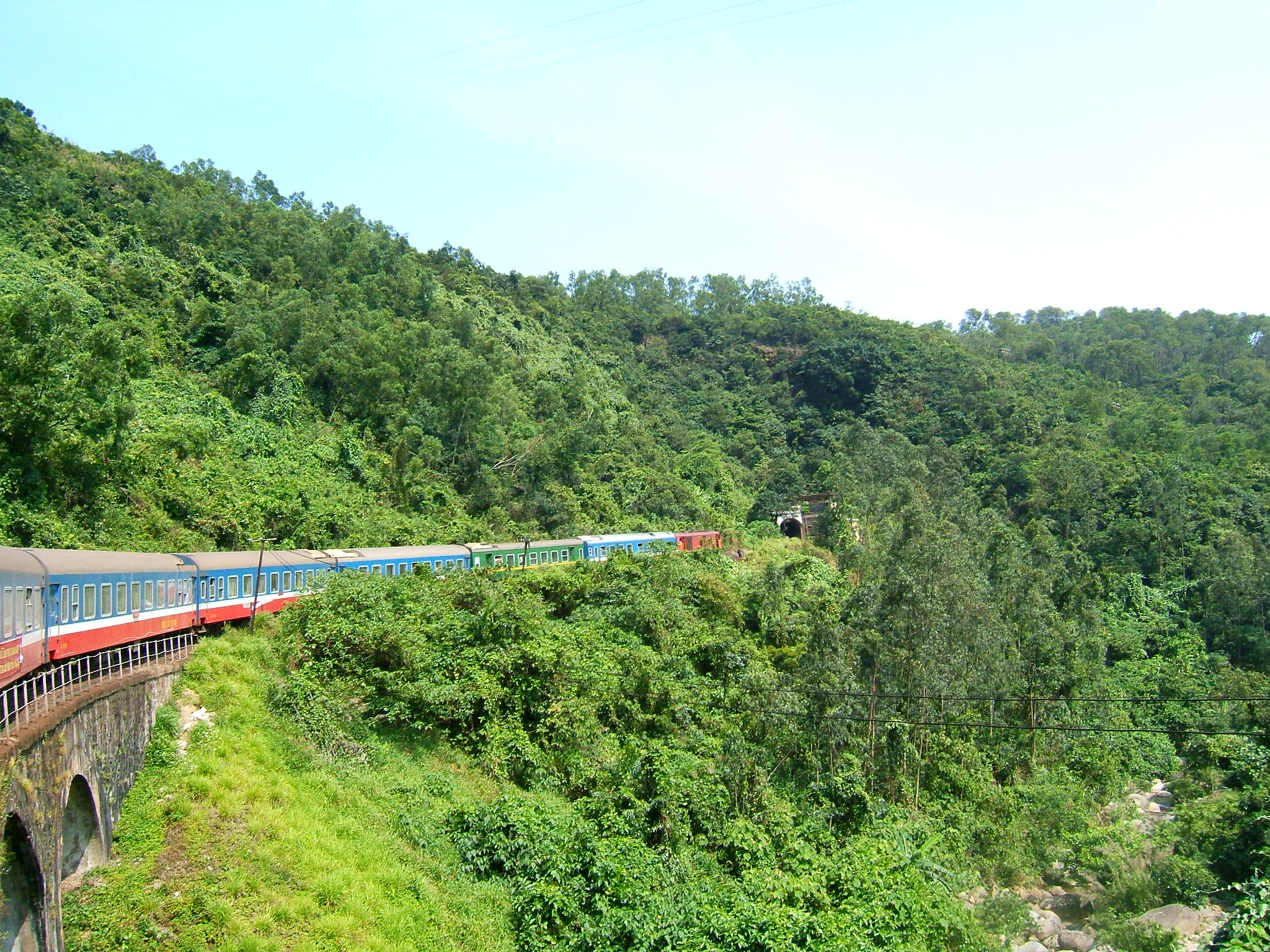
Quang cảnh cây cối ở đèo Hải Vân

Theo các tài liệu thống kê, Việt Nam là một trong 25 nước có mức độ đa dạng sinh học cao trên thế giới với dự tính có thể có tới 20.000-30.000 loài thực vật. Việt Nam được xếp thứ 16 về mức độ đa dạng sinh học (chiếm 6,5% số loài có trên thế giới). Với thành phần loài thực vật, động vật ở Việt Nam được thống kê thì nhóm sinh vật vi tảo ở vùng nước ngọt được xác định là 1.438 loài chiếm 9,6% so với thế giới (số loài có trên thế giới là 15.000), thực vật bậc cao có khoảng 11.400 loài chiếm 5% so với thế giới (số loài có trên thế giới là 220.000), bò sát có 296 loài chiếm 4,7% so với thế giới (số loài có trên thế giới là 6.300). 
- Khu hệ thực vật ở Việt Nam: Tổng kết các công bố về hệ thực vật Việt Nam, đă ghi nhận có 15.986 loài thực vật ở Việt Nam. Trong đó, có 4.528 loài thực vật bậc thấp và 11.458 loài thực vật bậc cao. Trong số đó có 10 % số loài thực vật là đặc hữu.
- Khu hệ động vật Việt Nam: Hiện sơ bộ đã thống kê được 307 loài giun tròn, 161 loài giun sán ký sinh ở gia súc, 200 loài giun đất, 145 loài ve giáp, 113 loài bọ nhảy, 7.750 loài côn trùng, 260 loài bò sát, 120 loài ếch nhái, 840 loài chim, 310 loài và phân loài (phụ loài) thú.

Trong hệ thống các khu bảo vệ vùng Đông Dương–Mã Lai (Indo-Malai) thì Việt Nam được xem là nơi giàu về thành phần loài và có mức độ đặc hữu cao so với các nước trong vùng phụ Đông Dương. Động vật giới Việt Nam có nhiều dạng đặc hữu: hơn 100 loài và phân loài chim, 78 loài và phân loài thú đặc hữu. Riêng trong số 25 loài thú linh trưởng đã được ghi nhận ở Việt Nam có tới 16 loài, trong đó có 4 loài và phân loài đặc hữu của Việt Nam, 3 phân loài chỉ phân bố ở Việt Nam và Lào, 2 phân loài chỉ có ở vùng rừng hai nước Việt Nam–Campuchia.
Trong khoảng 10 năm trở lại đây, từ các kết quả điều tra cơ bản các vùng lãnh thổ khác nhau ở Việt Nam, một số loài mới được phát hiện và mô tả, trong đó nhiều chi, loài mới cho khoa học. Một số các nhóm sinh vật trước đây chưa được nghiên cứu, nay đã có những tư liệu bước đầu như nhóm giáp xác bơi nghiêng ở biển, dơi, kiến, ốc cạn. Một số kết quả điều tra cơ bản gần đây về các loài quý hiếm cũng cho thấy quần thể loài Rái cá lông mũi lại thấy ở khu bảo tồn U Minh thượng (Kiên Giang). Các loài mới được phát hiện đã làm phong phú thêm cho sinh giới của Việt Nam, trong khi một số loài khác, đặc biệt các loài có giá trị kinh tế đã biết lại có xu hướng giảm số lượng hoặc có nguy cơ tuyệt chủng.

### Các vùng

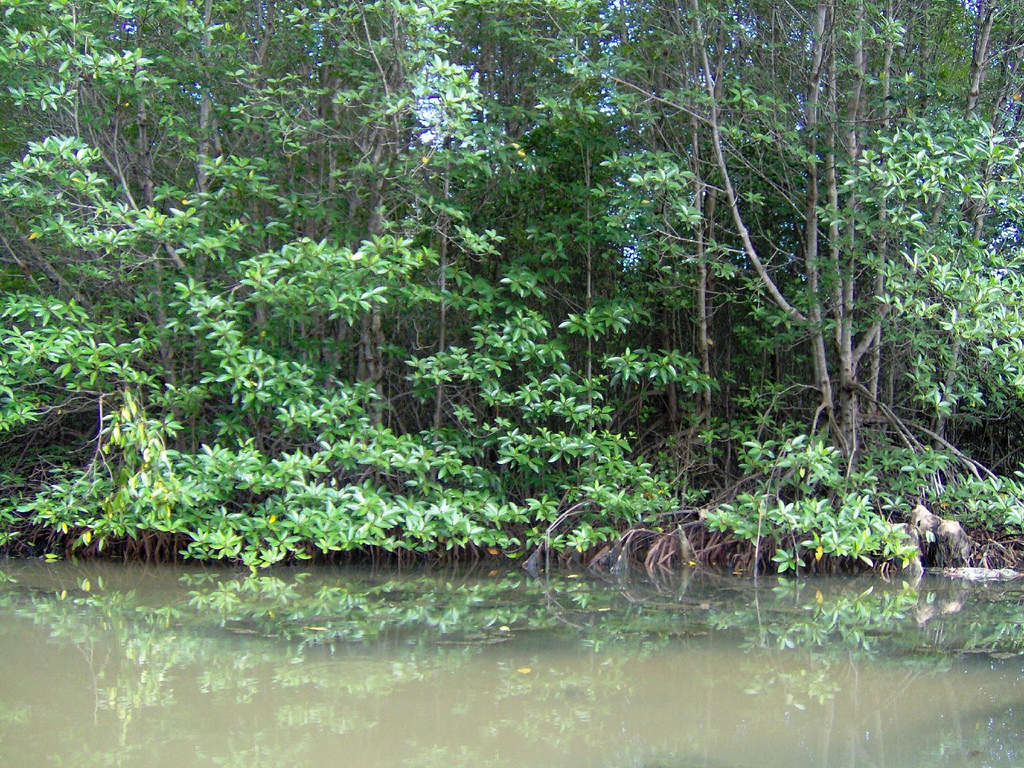
Vùng rừng đước ở Cần Giờ

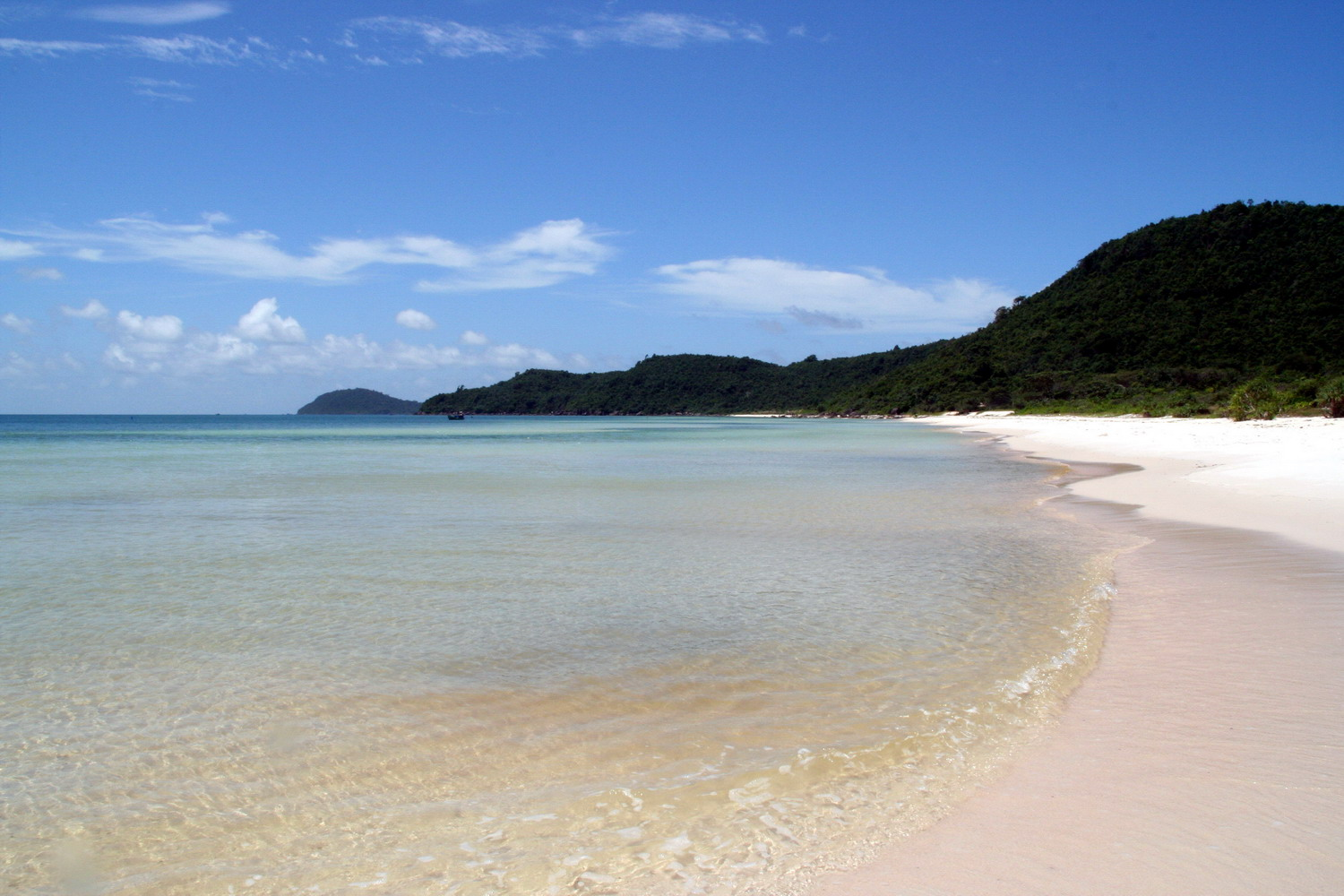
Một bãi biển ở Phú Quốc

Đa dạng loài trong hệ sinh thái đất ngập nước nội địa ở Việt Nam cũng đáng chú ý. Sự đa dạng và mức độ đặc hữu của khu hệ tôm, cua, trai, ốc nước ngọt nội địa Việt Nam là lớn. Các thủy vực nước ngọt nội địa Việt Nam rất đa dạng về hệ thực vật cũng như hệ động vật, bao gồm các nhóm vi tảo, rong, các loài cây cỏ ngập nước và bán ngập nước, động vật không xương sống và cá. Trong đó, về vi tảo: đă xác định được có 1.438 loài tảo thuộc 259 chi và 9 ngành; hiện đã thống kê và xác định được 794 loài động vật không xương sống.
Trong đó, đáng lưu ý là trong thành phần loài giáp xác nhỏ, có 54 loài và 8 giống lần đầu tiên được mô tả ở Việt Nam. Riêng hai nhóm tôm, cua (giáp xác lớn) có 59 loài thì có tới 7 giống và 33 loài (55,9% tổng số loài) lần đầu tiên được mô tả. Trong tổng số 147 loài trai ốc, có 43 loài (29,2% tổng số loài), 3 giống lần đầu tiên được mô tả, tất cả đều là những loài đặc hữu của Việt Nam hay vùng Đông Dương.
Thành phần loài cá các thủy vực nước ngọt nội địa Việt Nam bao gồm trên 700 loài và phân loài, thuộc 228 giống, 57 họ và 18 bộ. Riêng họ cá chép có 276 loài và phân loài thuộc 100 chi (giống) và 4 họ, 1 phân họ được coi là đặc hữu ở Việt Nam. Phần lớn các loài đặc hữu đều có phân bố ở các thủy vực sông, suối, vùng núi.
Đa dạng loài trong các hệ sinh thái biển và ven bờ cũng rõ nét. Đặc tính của khu hệ sinh vật biển Việt Nam thể hiện rő ở đặc tính nhiệt đới, đặc tính hỗn hợp, đặc tính ít đặc hữu và đặc tính khác biệt bắc–nam. Trong vùng biển đă phát hiện được chừng 11.000 loài sinh vật cư trú trong hơn 20 kiểu hệ sinh thái điển hình và thuộc 6 vùng đa dạng sinh học biển khác nhau, trong đó có hai vùng biển: Móng Cái – Đồ Sơn, Hải Vân – Vũng Tàu có mức độ đa dạng sinh học cao hơn các vùng còn lại. Tại vùng thềm lục địa có 9 vùng nước trồi có năng suất sinh học cao, kèm theo là các bãi cá lớn.
Tổng số loài sinh vật biển đã biết ở Việt Nam có khoảng 11.000 loài, trong đó cá (khoảng 130 loài kinh tế) có 2.458 loài; rong biển có 653 loài; động vật phù du có 657 loài; thực vật phù du có 537 loài; thực vật ngập mặn có 94 loài; tôm biển có 225 loài,về biến động nguồn lợi đă cho thấy danh sách khu hệ cá biển của Việt Nam đến tháng 1 năm 2005 là 2.458 loài, tăng 420 loài so với danh sách được lập năm 1985 (có 2.038 loài) và đã phát hiện thêm 7 loài thú biển mới.
Tính chung, trong vùng biển của Việt Nam cũng đã phát hiện được khoảng 11.000 loài sinh vật cư trú trong hơn 20 hệ sinh thái điển hình, thuộc 6 vùng đa dạng sinh học biển khác nhau. Trong tổng số các loài được phát hiện, có khoảng 6.000 loài động vật đáy, hơn 2.000 loài cá, 653 loài rong biển, 657 loài động vật phù du, 537 loài thực vật phù du, 94 loài thực vật ngập mặn, 225 loài tôm biển, 14 loài cỏ biển, 15 loài rắn biển, 12 loài thú biển, 5 loài rùa biển và 43 loài chim nước.
Các rạn san hô, thảm cỏ biển, rong biển, rừng ngập mặn, thực vật phù du, động vật phù du, sinh vật đáy, cá biển, chim biển, thú biển và bò sát với nhiều loài có giá trị kinh tế cao, đã và đang được khai thác, phục vụ dân sinh. Các hệ sinh thái đặc thù như hệ sinh thái đảo, cồn cát, đất ngập nước, cửa sông, đầm nuôi thủy sản, rạn san hô, cỏ biển, rừng ngập mặn, đầm phá, vũng-vịnh, vùng triều… tạo nên sự đa dạng, phong phú của biển Việt Nam. Đây là những hệ sinh thái có giá trị kinh tế, giá trị bảo tồn được ghi nhận, góp phần đưa Việt Nam trở thành một trong những trung tâm đa dạng sinh học của thế giới.

### Đặc trưng

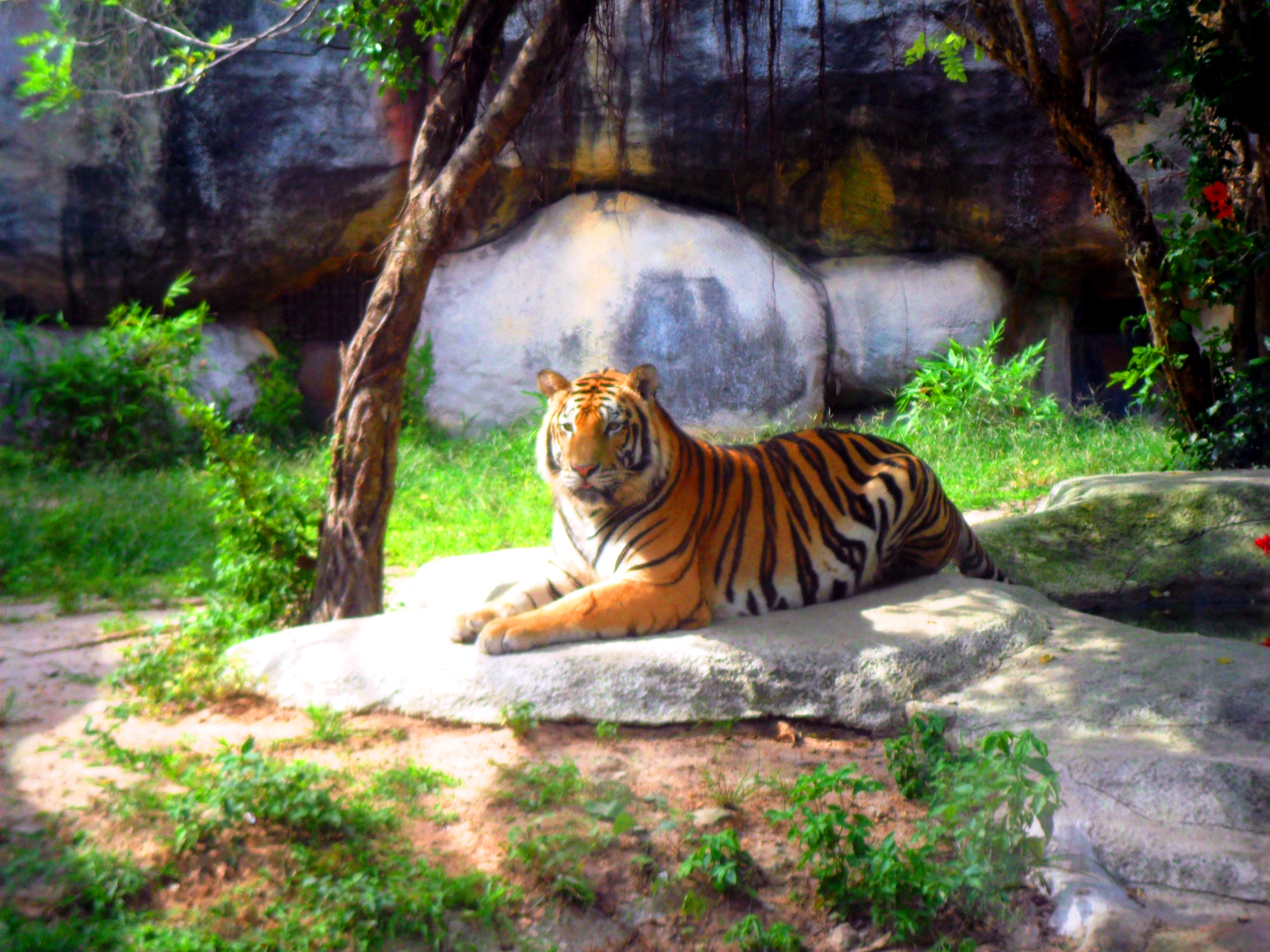
Hổ, loài thú có tính biểu tượng, là loài bảo trợ, loài chỉ thị và loài chủ chốt từng có hiện diện ở Việt Nam, chúng đã ăn sâu vào tâm thức và được tôn thờ ở nhiều nơi

Đặc trưng đa dạng loài ở Việt Nam có thể biểu hiện qua:
- Số lượng các loài sinh vật nhiều, sinh khối lớn. Tính ra bình quân trên 1 km2 lãnh thổ Việt Nam có 4,5 loài thực vật, gần 7 loài động vật, với mật độ hàng chục nghìn cá thể. Đây là một trong những mật độ đậm đặc các loài sinh vật so với thế giới.
- Cấu trúc loài rất đa dạng. Do đặc điểm địa hình, do phân hóa các kiểu khí hậu, cấu trúc các quần thể trong nội bộ loài thường rất phức tạp. Có nhiều loài có hàng chục dạng sống khác nhau. Trong đó có những loài mang tính biểu tượng cao như: Hổ Đông Dương, bò tót Đông Dương, voi Việt Nam, sao la, công lục Đông Dương, đặc biệt là các loài voọc, vượn.
- Khả năng thích nghi của các loài cao. Thích nghi của các loài được thực hiện thông qua các đặc điểm thích nghi của từng cá thể, thông qua chuyển đổi cấu trúc loài (loài thích nghi). Loài sinh vật ở Việt Nam nói chung có đặc tính chống chịu cao đối với các thay đổi của các yếu tố và điều kiện ngoại cảnh, những loài động thực vật bản địa luôn có sự chống chịu bệnh tật, chịu kham khổ, có sự kiên cường, dẻo dai với môi trường sống khắc nghiệt.

### Nông nghiệp
Đa dạng nguồn gen trong nông nghiệp cũng thể hiện sư đa dạng loài ở Việt Nam: Việt Nam là một trong những trung tâm nguồn gốc giống cây trồng của thế giới. Mức độ đa dạng của hệ thực vật cây trồng ở Việt Nam cao hơn nhiều so với dự đoán. Về nguồn gen giống cây trồng, vật nuôi ở Việt Nam hiện nay đang sử dụng trong sản xuất nông nghiệp 16 nhóm các loài cây trồng khác nhau như cây lương thực chính, cây lương thực bổ sung, cây ăn quả, cây rau, cây gia vị, cây làm nước uống, cây lấy sợi, cây thức ăn gia súc, cây bóng mát, cây công nghiệp, cây lấy gỗ với tổng số trên 800 loài cây trồng với hàng nghìn giống khác nhau.
Hiện nay, Ngân hàng gen cây trồng Quốc gia đang bảo tồn 12.300 giống của 115 loài cây trồng. Đây là tài sản quý, phần lớn không còn trong sản xuất và trong tự nhiên nữa. Một bộ phận quan trọng của số giống này là nguồn gen bản địa với nhiều đặc tính quý mà duy nhất chỉ Việt Nam mới có. Các biểu hiện của kiểu gen ở Việt Nam rất phong phú. Riêng kiểu gen cây lúa có đến hàng trăm kiểu hình khác nhau, thể hiện ở gần 400 giống lúa khác nhau. Các kiểu gen ở Việt Nam thường có nhiều biến dị, đột biến. Trong đó có những biến dị xảy ra dưới tác động của các yếu tố tự nhięn (sấm, chớp, bức xạ..), có những đột biến xảy ra do những tác nhân nhân tạo. Đây là một trong những nguồn tạo giống mới. gen ở Việt Nam chứa đựng khả năng chống chịu và tính mềm dẻo sinh thái cao của các kiểu gen.

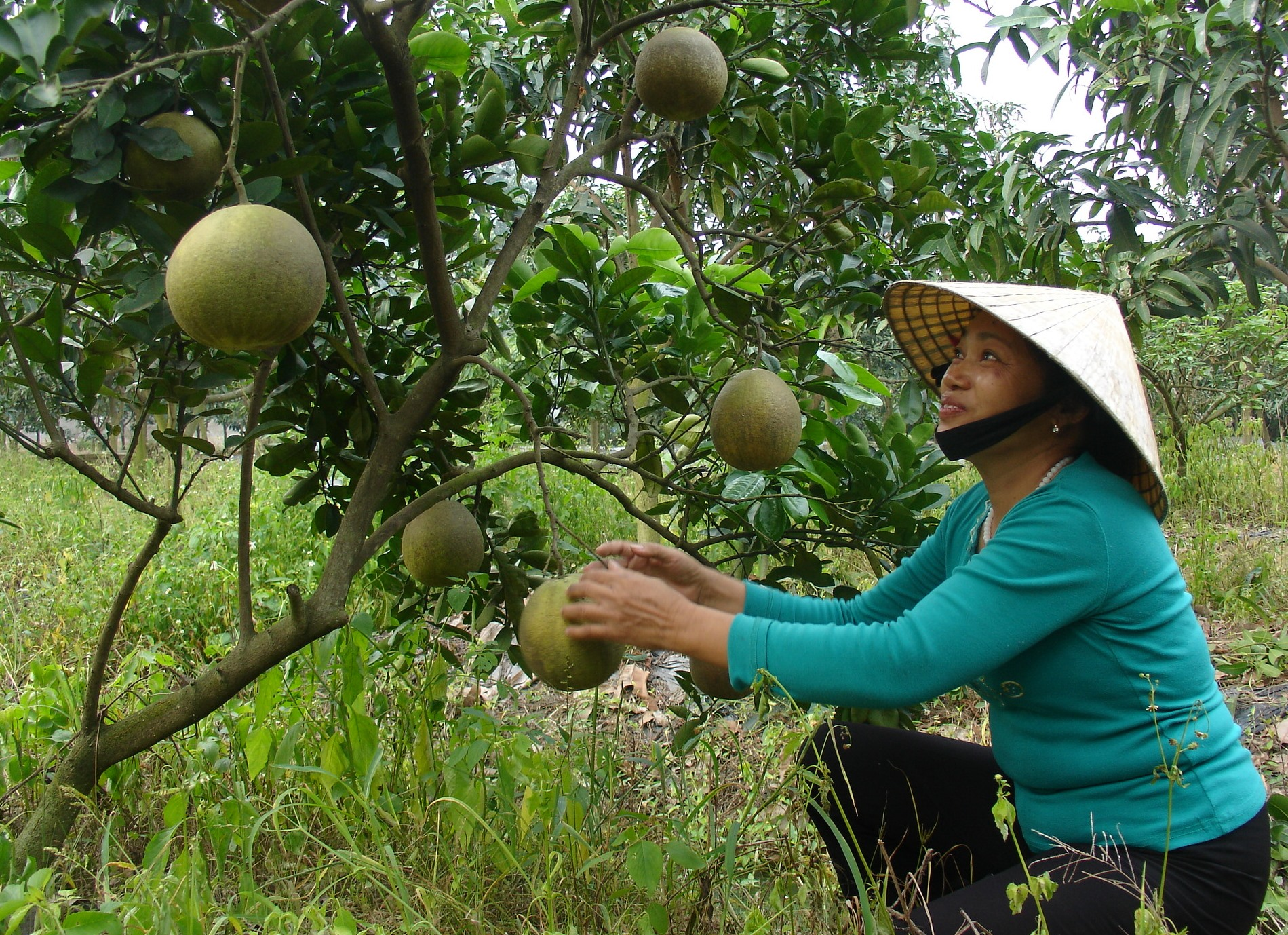
Giống bưởi Lâm Động của Việt Nam

Có 3 nhóm cây trồng đang được nông dân sử dụng.
- Các giống cây trồng bản địa: Nhóm giống cây trồng này hiện nay đang chiếm vị trí chủ đạo đối với nhiều loại cây trồng. Trong số nhóm giống cây trồng này có những giống đã được nông dân sử dụng và lưu truyền hàng nghìn năm nay, đặc biệt là các giống lúa (Danh sách giống lúa tại Việt Nam).
- Các giống cây trồng mới: Là những giống cây có khả năng cho năng suất cao và có một số đặc tính tốt khác như: phẩm chất nông sản tốt, khả năng chống chịu sâu bệnh cao được chọn lọc, lai tạo thành. Những năm gần đây các giống cây trồng được chọn lọc và lai tạo mới cũng như các loại giống cây trồng được nhập nội, trước khi đưa ra sản xuất rộng rãi, được công nhận như lúa: 156 giống; ngô: 47 giống; đậu tương: 22 giống; cao su: 14 giống; cà phê: 14 giống.
- Các giống cây trồng được nông dân ở các tỉnh biên giới (với Trung Quốc, Lào, Campuchia) trao đổi với nhau qua biên giới hoặc mua bán qua đường tiểu ngạch.

Về giống vật nuôi, hiện nay danh sách giống vật nuôi Việt Nam có 14 loài gia súc và gia cầm đang được chăn nuôi ở Việt Nam chủ yếu bao gồm 20 giống lợn Việt Nam trong đó có 14 giống nội, 21 giống bò (5 giống nội), 27 giống gà (16 giống nội), 10 giống vịt (5 giống nội), 7 giống ngan (3 giống nội), 5 giống ngỗng (2 giống nội), 5 giống dê (2 giống nội), 3 giống trâu (2 giống nội), 1 giống cừu, 4 giống thỏ (2 giống nội), 3 giống ngựa (2 giống nội), bồ câu, hươu và nai (có khoảng 10 ngàn con hươu nai được nuôi trong toàn quốc).